# Fakultätsbilder (Universität Wien)

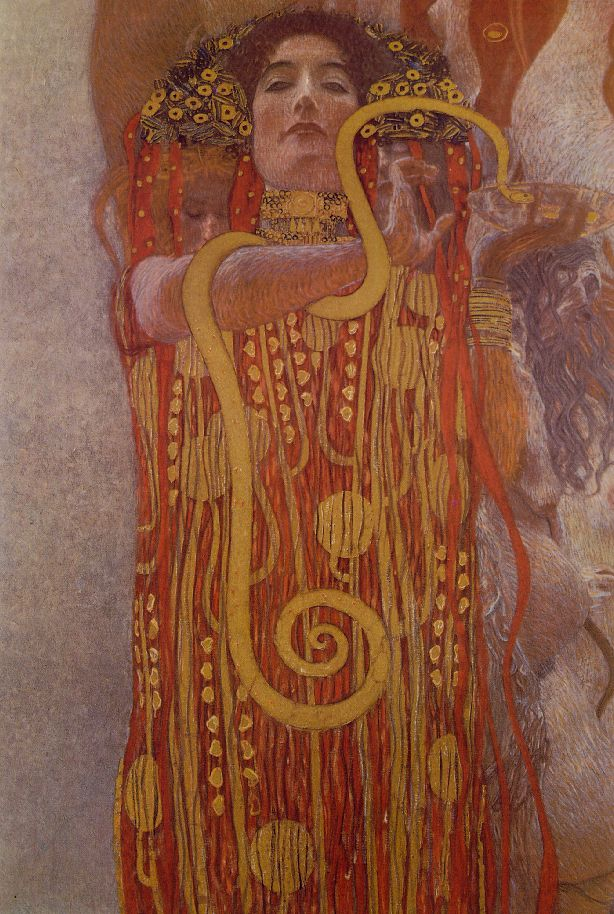
Die Hygieia (griechisch „Gesundheit“) aus dem Fakultätsbild Medizin von Klimt in einer Reproduktion des Originals (Ausschnitt)

Fakultätsbilder ist die Bezeichnung für vier Gemälde, die zur Ausschmückung der Decke des Großen Festsaals der Universität Wien an der Wiener Ringstraße gedacht waren. Sie sollten in allegorischer Weise die vier klassischen Fakultäten einer europäischen Universität darstellen. Mit ihrer Anfertigung wurden im Jahre 1894 die Künstler Gustav Klimt und Franz Matsch beauftragt. Klimt sollte dabei die Bilder für die Philosophie, Medizin sowie Jurisprudenz übernehmen, Matsch das Bild für die Theologie gestalten.

## Auseinandersetzungen
Bereits bei der ersten Präsentation des Bildes Philosophie bei der siebten Kunstausstellung der Wiener Secession im Jahr 1900 kam es zu massiver öffentlicher Kritik, vor allem seitens der Professoren der Universität. Klimts Darstellungsweise entsprach weder den Vorgaben der Auftraggeber noch seinen vorab eingereichten Entwurfsskizzen, sondern zeigte eine zutiefst pessimistische und kritische Perspektive der Wissenschaft. Die Ausstellung des Bildes Medizin sorgte für einen ähnlichen Eklat. Wahrscheinlich wurde Klimt durch die Differenzen sogar bestärkt, sein Bild Jurisprudenz noch aggressiver als ursprünglich geplant zu gestalten. Die Fronten waren dabei so verhärtet, dass eine Einigung nicht mehr möglich schien.
Themen der auch in den Medien geführten Auseinandersetzungen waren nicht nur die Stellung der universitären Wissenschaft in der Gesellschaft, sondern auch der Sinn und Zweck staatlicher Kunstförderung sowie die dadurch mögliche Einflussnahme auf die künstlerische Freiheit.
Um den Kontroversen zu entgehen, entschloss sich Klimt im Jahre 1905, seine Bilder, für die er bereits staatliche Vorauszahlungen erhalten hatte, mit Hilfe privater Gönner, vor allem des Wiener Industriellen und Kunstsammlers August Lederer und Ehefrau Serena, zurückzukaufen.
Die Auseinandersetzungen um die symbolistischen Bilder hatten Auswirkungen auf das weitere künstlerische Schaffen Klimts. Der Künstler nahm danach keinen Auftrag der öffentlichen Hand mehr an und wandte sich hauptsächlich der Porträt- und Landschaftsmalerei zu. Im Zuge dieser Neuorientierung entstanden bis heute weltbekannte Werke. Das spektakulärste dürfte das Bild Adele Bloch-Bauer I von 1907 sein, das mit einem im Jahre 2006 erzielten Verkaufspreis von 135 Millionen US-Dollar als das zweitteuerste Gemälde der Welt gilt. Das populärste und bis heute meist reproduzierte ist das 1907/1908 entstandene Bild Der Kuss. Klimt wird heute als der bedeutendste österreichische Künstler des Jugendstils bezeichnet.

## Verbleib der Bilder
Das Sinnbild Theologie von Franz Matsch ist bis heute im Besitz der Universität Wien und befindet sich im Sitzungszimmer der Katholisch-Theologischen Fakultät.
Die Philosophie, später auch die Jurisprudenz und das Beethovenfries, gingen an August Lederer. Zusammen gezeigt wurden die dann fertiggestellten Fakultätsbilder Klimts 1907 in der Galerie Miethke in Wien und in der Galerie Keller & Reiner in Berlin. Das Bild Medizin kam in den Besitz der Österreichischen Galerie. Noch einmal waren die drei Bilder 1928 in der „Klimt-Gedächtnis-Ausstellung“ zu seinem 10. Todestag zu sehen.
1939, Österreich war seit dem „Anschluss“ 1938 Teil des nationalsozialistischen Deutschen Reichs, wurden die Philosophie und die Jurisprudenz zusammen mit dem übrigen Besitz der jüdischen Familie Lederer entzogen und „arisiert“. Im Rahmen einer von Gauleiter und Reichsstatthalter Baldur von Schirach in der Secession veranstalteten Klimt-Retrospektive wurden seine drei Fakultätsbilder noch einmal ausgestellt. Danach wurden sie mit anderen Werken in Schloss Immendorf in Niederösterreich eingelagert. Initiiert von Rektor Eduard Pernkopf und Universitätsprofessor Richard Meister kaufte von Schirach die beschlagnahmten Fakultätsbilder Philosophie und Jurisprudenz mit Geld des Ministeriums für die Universität Wien. Am 8. Mai 1945, am Tag der Kapitulation des Deutschen Reiches und dem Ende des Zweiten Weltkrieges in Europa, wurde das Schloss von abziehenden SS-Truppen in Brand gesteckt und brannte mit den dort gelagerten Kunstschätzen vollständig aus.  Von den drei Fakultätsbildern Klimts existieren seither nur noch die Entwürfe und Schwarzweiß-Fotografien der Originale sowie ein Farbfoto eines Ausschnitts der Medizin.
Im Rahmen der Ausstellung Nackte Wahrheit (2005) wurden vom Wiener Leopold Museum Schwarzweiß-Kopien der Fakultätsbilder von Klimt und Matsch an der Decke des Großen Festsaals der Universität angebracht. In Wien wurde am 13. November 2024 eine zwölf mal acht Meter große Rekonstruktion der Medizin an einer Außenwand eines Gebäudes am Campus der Medizinischen Universität enthüllt.

## Beschreibung und Deutung

### Klimt: FakultätsbildPhilosophie

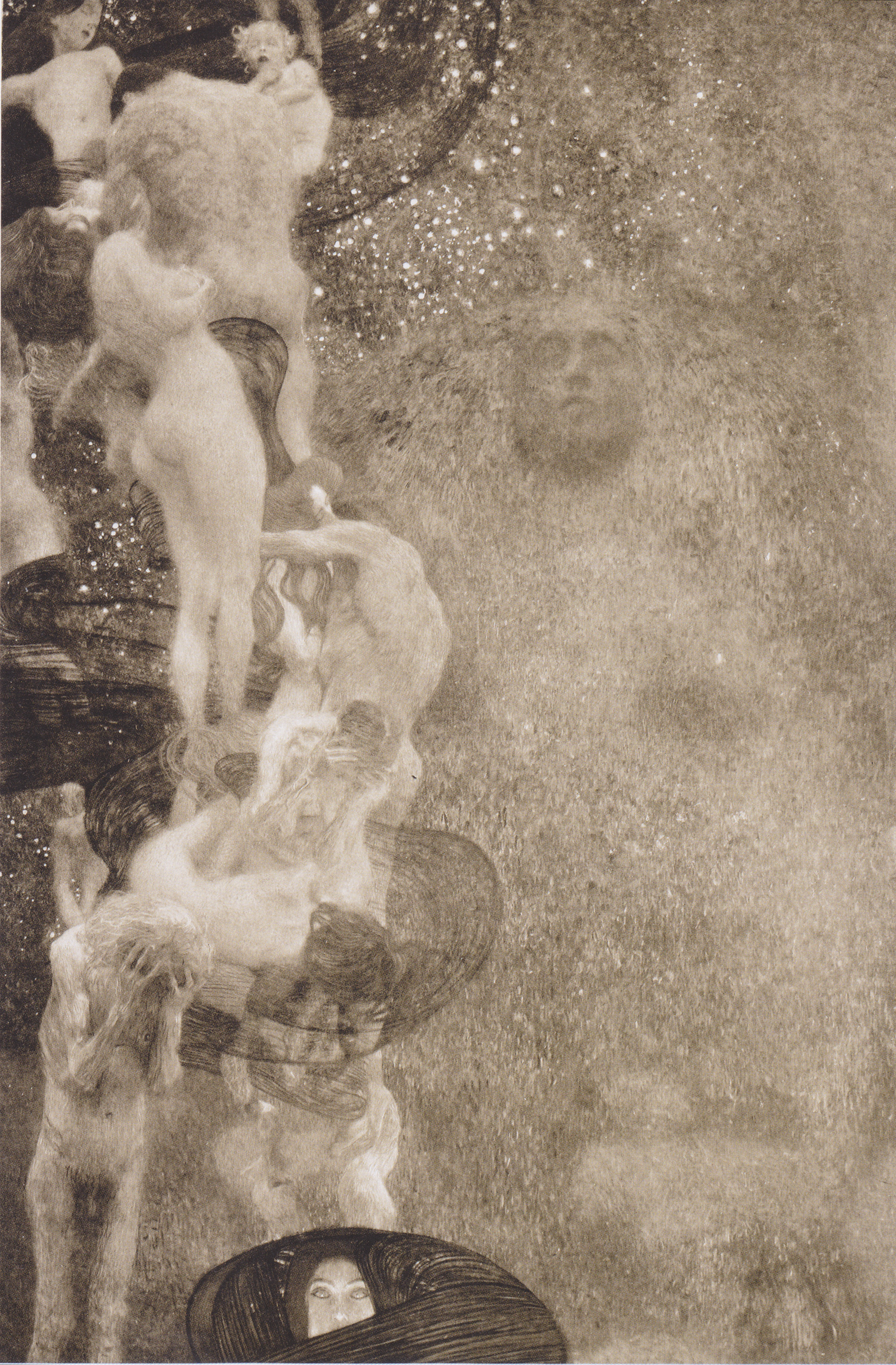
Klimt: Philosophie

Im Ausstellungskatalog der Secession wird bei der ersten Präsentation der Philosophie im März–April 1900 die linke Figurengruppe – ineinander verknotete, schwebende Körper verschiedenen Alters – als Entstehen, Fruchtbares Sein und Vergehen beschrieben. Auf der rechten Seite befindet sich die Weltkugel, das sogenannte Welträtsel, das als schlafende Sphinx aus einem nebelartigen Hintergrund auftaucht. Unten erscheint die bewusste Intelligenz, das Wissen als erleuchtete Gestalt.
Klimt liefert mit diesem Bild nicht die von den Auftraggebern verlangte Allegorie im traditionellen Sinne, sondern eine Darstellung der Philosophie als Symbol der determinierten Menschheit. Dies entspricht einer pessimistischen Sicht des Künstlers auf die Wissenschaft im Gegensatz zum allgemeinen Fortschrittsglauben um die Jahrhundertwende. In diesem Fakultätsbild wird die Wissenschaft nicht als Triumphierende gezeigt, sondern als ewig Ringende und Suchende. Wahrscheinlich ist das Welträtsel im übertragenen Sinne auch eine Anspielung auf das mythologische Rätsel der Sphinx.

### Klimt: FakultätsbildMedizin

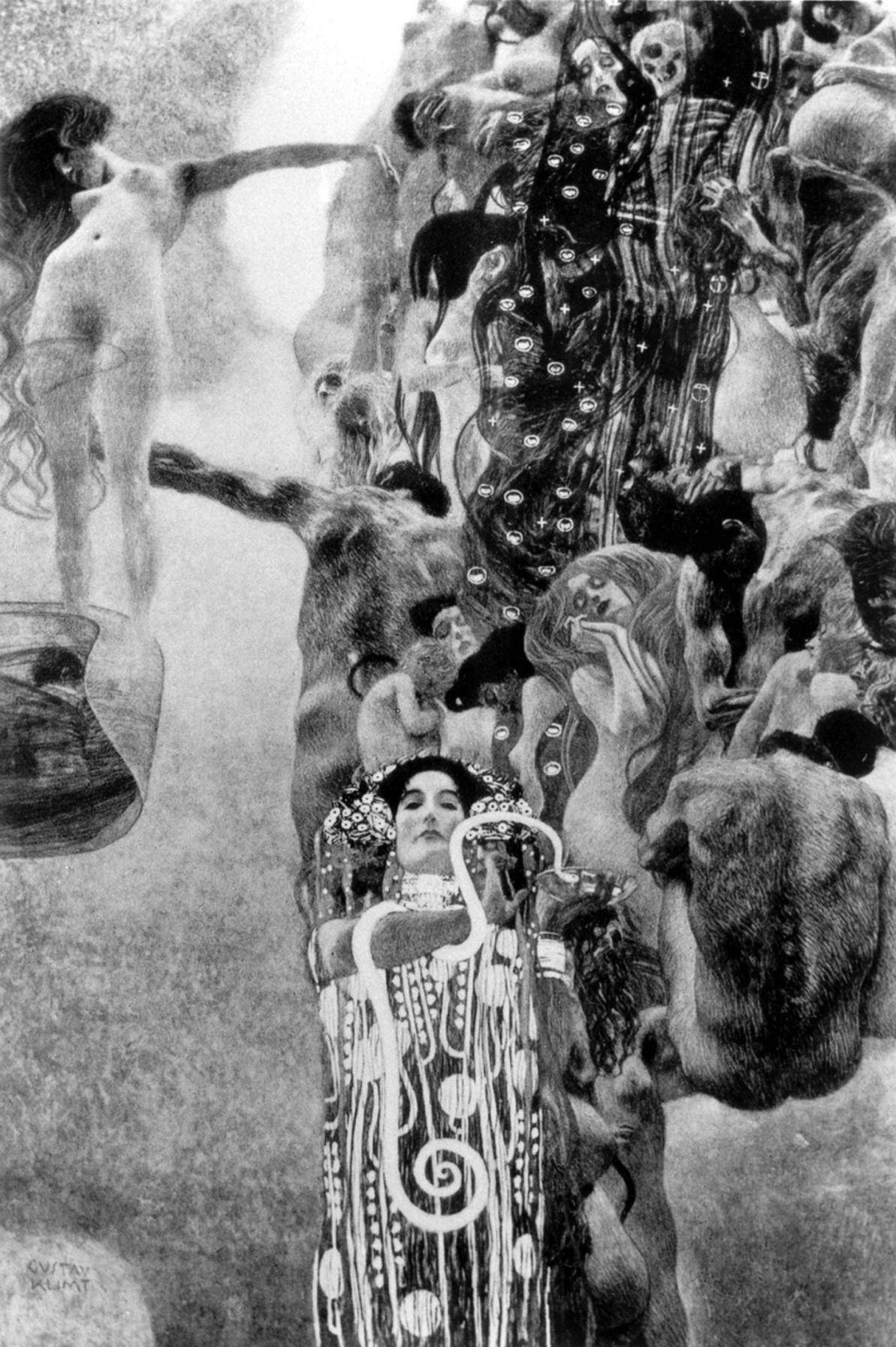
Klimt: Medizin

Auf der rechten Seite ist eine in sich verkettete Menschengruppe zu sehen, aus der auf dem oberen Teil des Bildes ein Skelett hervorsteht. Die Figuren dieser Menge haben geschlossene Augen oder sind in gekauerter Haltung mit dem Rücken zum Betrachter dargestellt. Ein Mann streckt seinen Arm nach einer nackten Frau, die scheinbar schlafend auf der linken Bildseite schwebt, bei ihren Füßen ist ein neugeborenes Kind zu erkennen. Sie zeigt einen verrenkten Oberkörper, streckt ihren linken Arm in die Gruppe und berührt dabei den gestreckten Arm einer weiteren Figur. Durch die ausgestreckten Arme entsteht eine Verbindung – eine Art Kreislauf – zwischen der Frau links und der Figurengruppe rechts. In der Mitte darunter steht Hygieia mit einer Äskulapnatter und einer Schale mit Wasser aus dem Fluss Lethe, von dem die Schlange trinkt.
Im Vorwort des Kataloges zur zehnten Ausstellung des Secession wird zu diesem Bild erläutert, dass sich das Leben zwischen Werden und Vergehen abspielt, und dass das Leben selbst auf seinem Weg von Geburt bis zum Tod jenes tiefe Leiden schafft, für das Hygieia das lindernde und heilende Mittel gefunden hat. Klimt zeigt in seiner Medizin somit den Kreislauf des Lebens.
Aufgrund der geschlossenen Augen und gekauerten Körperhaltungen der Figuren lässt sich ebenso vermuten, dass Klimt den Schlaf als heilendes, vielleicht sogar Krankheiten vorbeugendes Mittel darstellt. Möglicherweise spielt der Künstler auch auf antike Rituale wie Tempelschlaf und Traumorakel, in denen man sich Heilung oder das Erteilen medizinischer Ratschläge erhofft hat, an.
Die Gegner Klimts beschweren sich bei dessen Medizin einerseits über die naturalistische Darstellung nackter Körper, die ihrer Ansicht nach eher in ein anatomisches Museum passen würde. Andererseits kritisieren sie das Fehlen der beiden wichtigsten Funktionen der Medizin: Heilen und Prävention.

### Klimt: FakultätsbildJurisprudenz

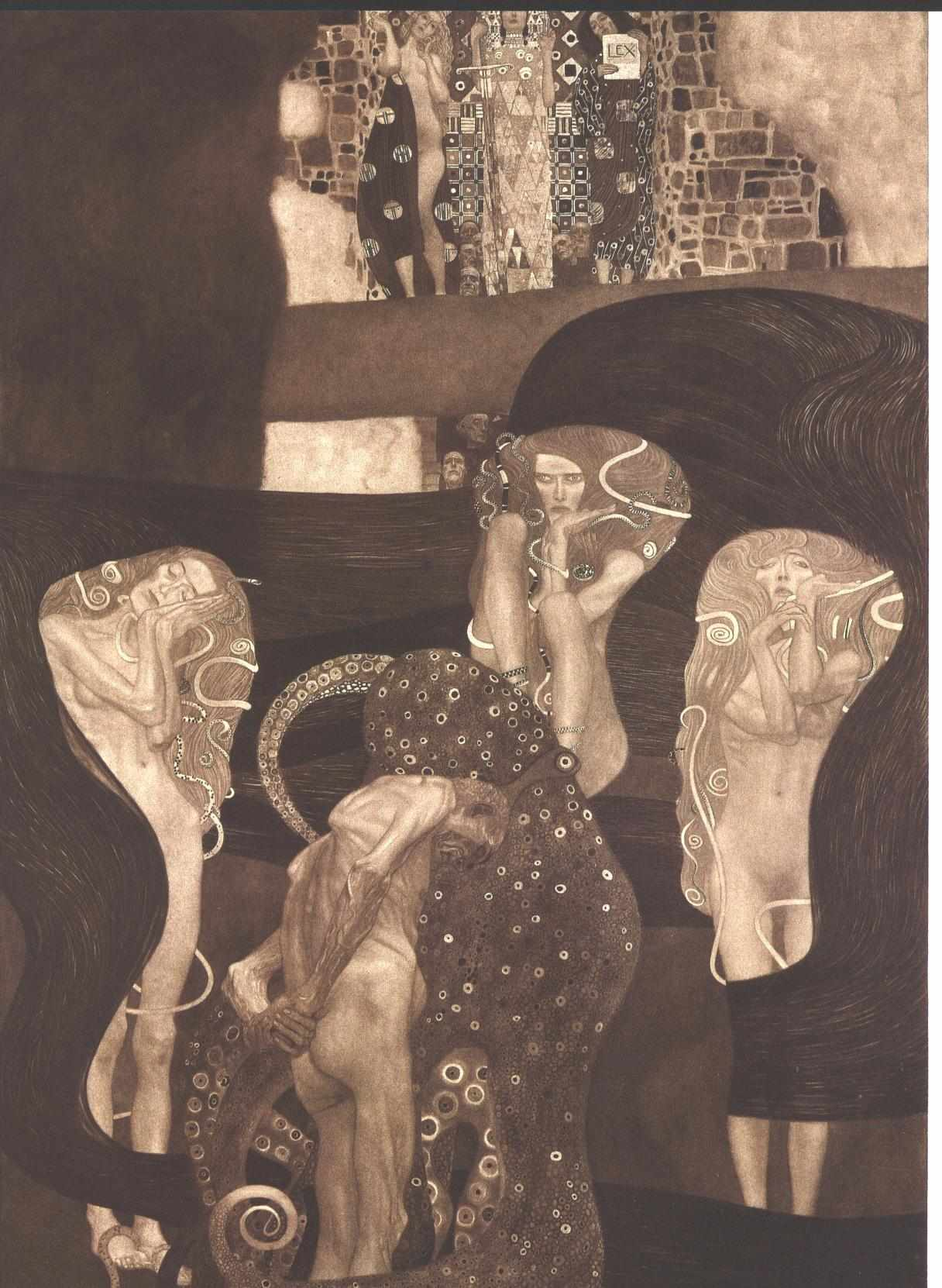
Klimt: Jurisprudenz

Ein alter Sünder, nackt und hager, steht in gebeugter Haltung in der unteren Bildhälfte. Ein Polyp umschlingt ihn und fesselt seine Hände am Rücken. Drei Erinnyen mit Schlangen im Haar stehen um den Sünder herum. Oben sind personifizierte, weibliche Darstellungen von Gerechtigkeit (Mitte), Gesetz (rechts) und Wahrheit (links) zu sehen. Die Gerechtigkeit hält ein Schwert, das Gesetz das Buch Lex in der Hand. Die Wahrheit ist halb nackt und nur mit einem Umhang bekleidet. Die Richter sind als kleine Figuren in der Bildmitte zu erkennen. Vermutlich stellt der Polyp das schlechte Gewissen des Mannes dar. Der Sünder scheint jedoch auch ein Opfer der Justiz zu sein.
Klimts Kritiker bemängeln hier die Ausrichtung des Werkes als ein eher von unten nach oben zu lesendes Wandbild, gefordert sei jedoch ein Deckengemälde gewesen. Weiters wirft man dem Künstler die Reduzierung der Jurisprudenz auf Verbrechen und Strafe vor.
In Jurisprudenz ist Klimts Stilwandel am deutlichsten erkennbar; denn er weicht stark von seinem Entwurf aus dem Jahr 1898 ab, in der die personifizierte Gerechtigkeit ein Schwert empor streckt. Dieser radikale Wandel kann als Reaktion Klimts auf die Ablehnung seiner beiden zuvor präsentierten Fakultätsbilder Philosophie und Medizin interpretiert werden. Trotz harscher Kritik bleibt der Künstler seinem eigenen Entwicklungsprozess treu. Möglicherweise handelt es sich beim alten Sünder in der Jurisprudenz gar um eine Selbstdarstellung Klimts, der sich als Opfer einer ungerechten Beurteilung seiner Fakultätsbilder sieht.

### Matsch: FakultätsbildTheologie

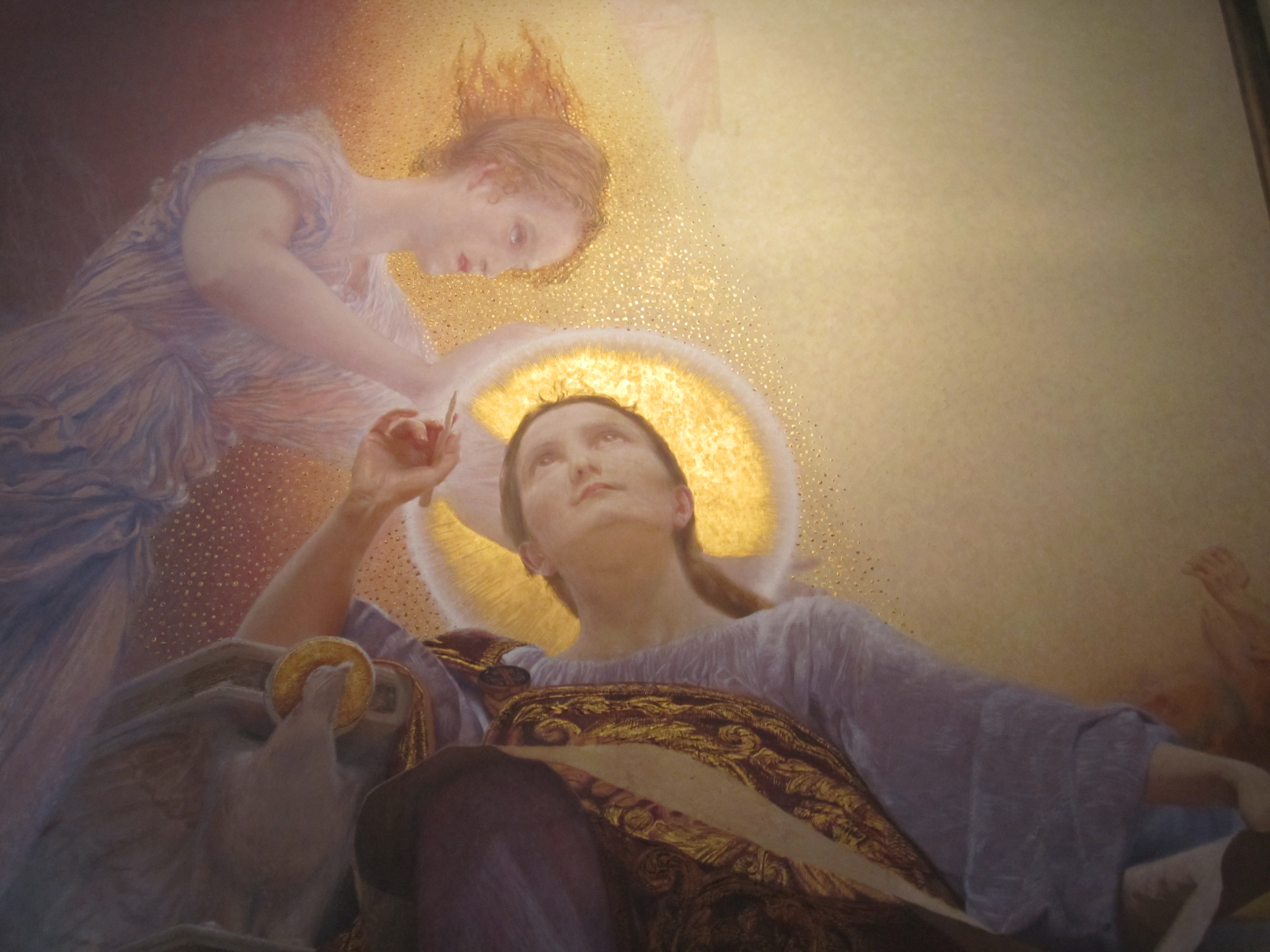
Matsch: Theologie (1900), Detail

Matsch stellt die Theologie als Allegorie im traditionelle Sinne im Stil des Historismus dar. In der Bildmitte sitzt eine weibliche Gestalt mit Nimbus. In ihrer rechten Hand hält sie einen Stift und stützt den rechten Ellbogen auf ein Buch, das von einem nimbierten Vogel, vermutlich ein Adler, getragen wird. Auf der linken Bildhälfte schwebt eine weibliche Gestalt ohne Nimbus, auf der rechten Seite sind ausgestreckte Hände zu sehen. Die schwebende Figur streckt ihre Arme den Händen rechts entgegen. Im oberen Bildteil sieht man eine Gestalt, die mit einem Arm an ein Kreuz genagelt ist. Die Figuren sind in Froschperspektive dargestellt.
Der nimbierte Adler mit Buch deutet auf den Evangelisten Johannes bzw. das Evangelium nach Johannes hin. Die schwebende, nicht nimbierte Gestalt und die Hände könnten sich auf den Prolog des Evangeliums beziehen. Darin wird das Kommen Jesu Christi als Fleischwerdung des ewigen Wortes dargelegt. Auch die Kreuzigung wird bei Johannes behandelt. Demnach hat Matsch die christliche Religion stellvertretend für den Begriff Theologie, der Lehre von Gott oder Göttern verschiedener Religionen, gewählt.

## Galerie von Klimts Entwürfen zu seinen Fakultätsbildern (unvollständig)

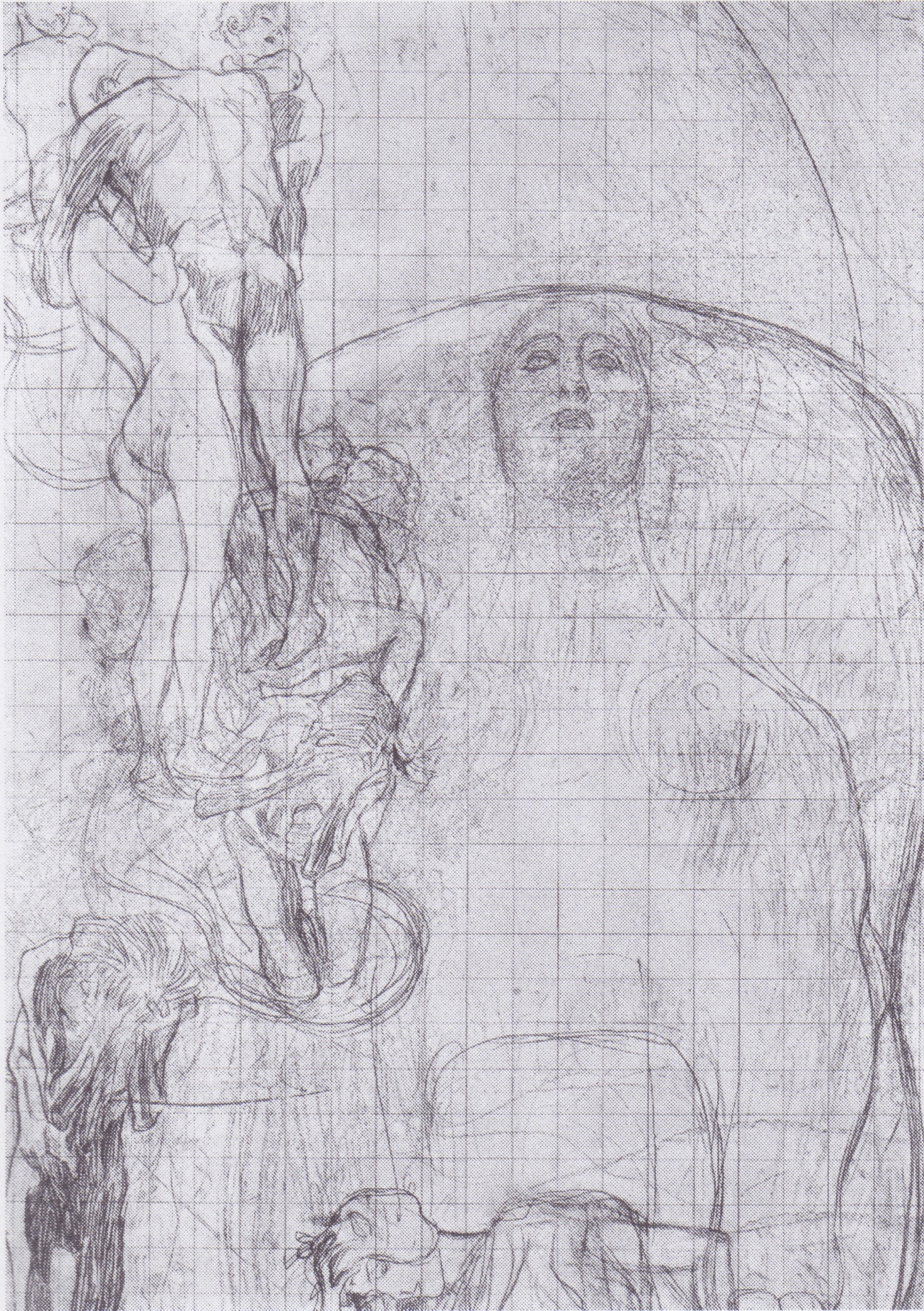
Übertragungsskizze der Philosophie
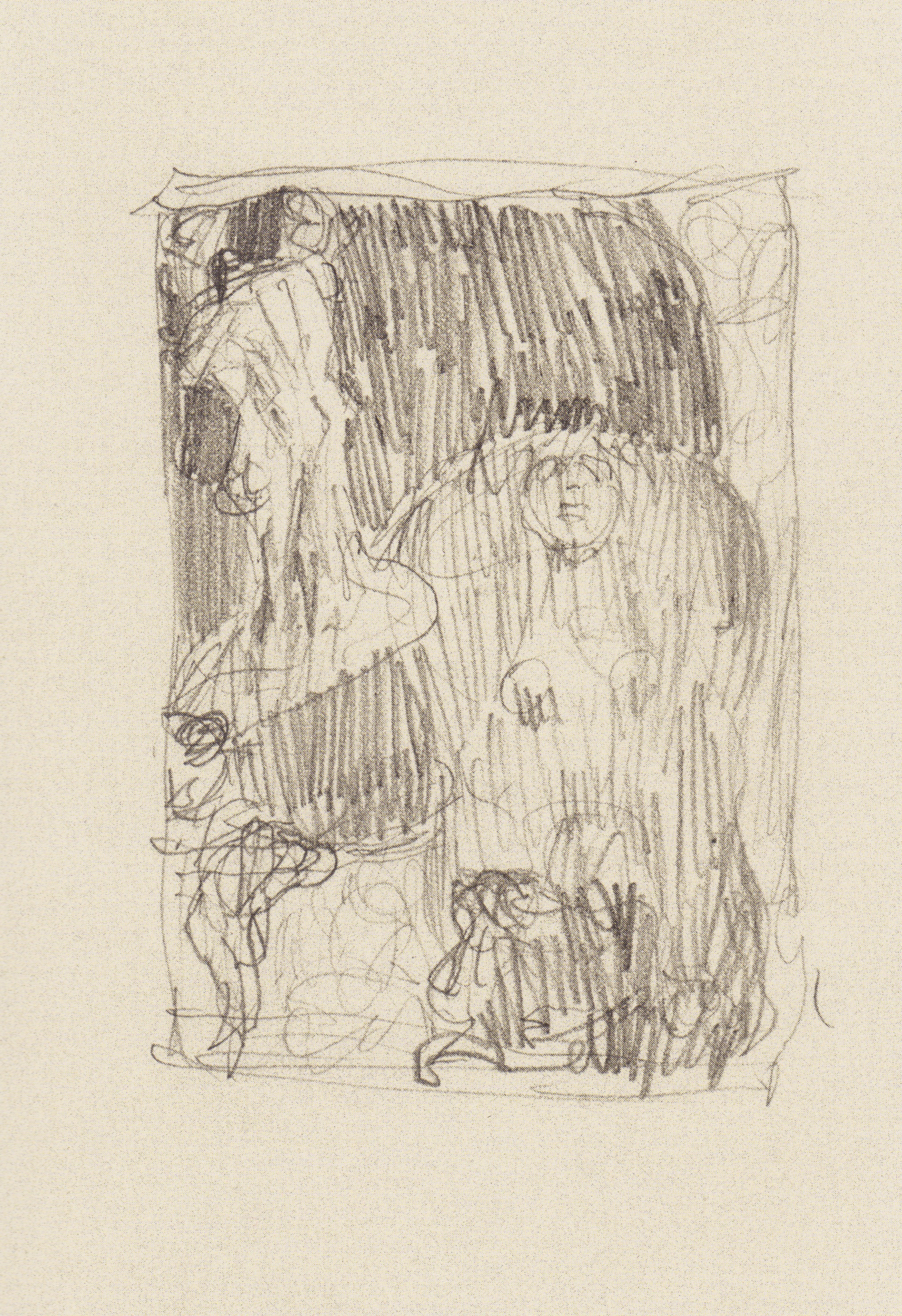
Skizze zur Philosophie: Die Sphinx mit dem Wissen, Erdkugel, Liebespaar, alter verzweifelter Mann
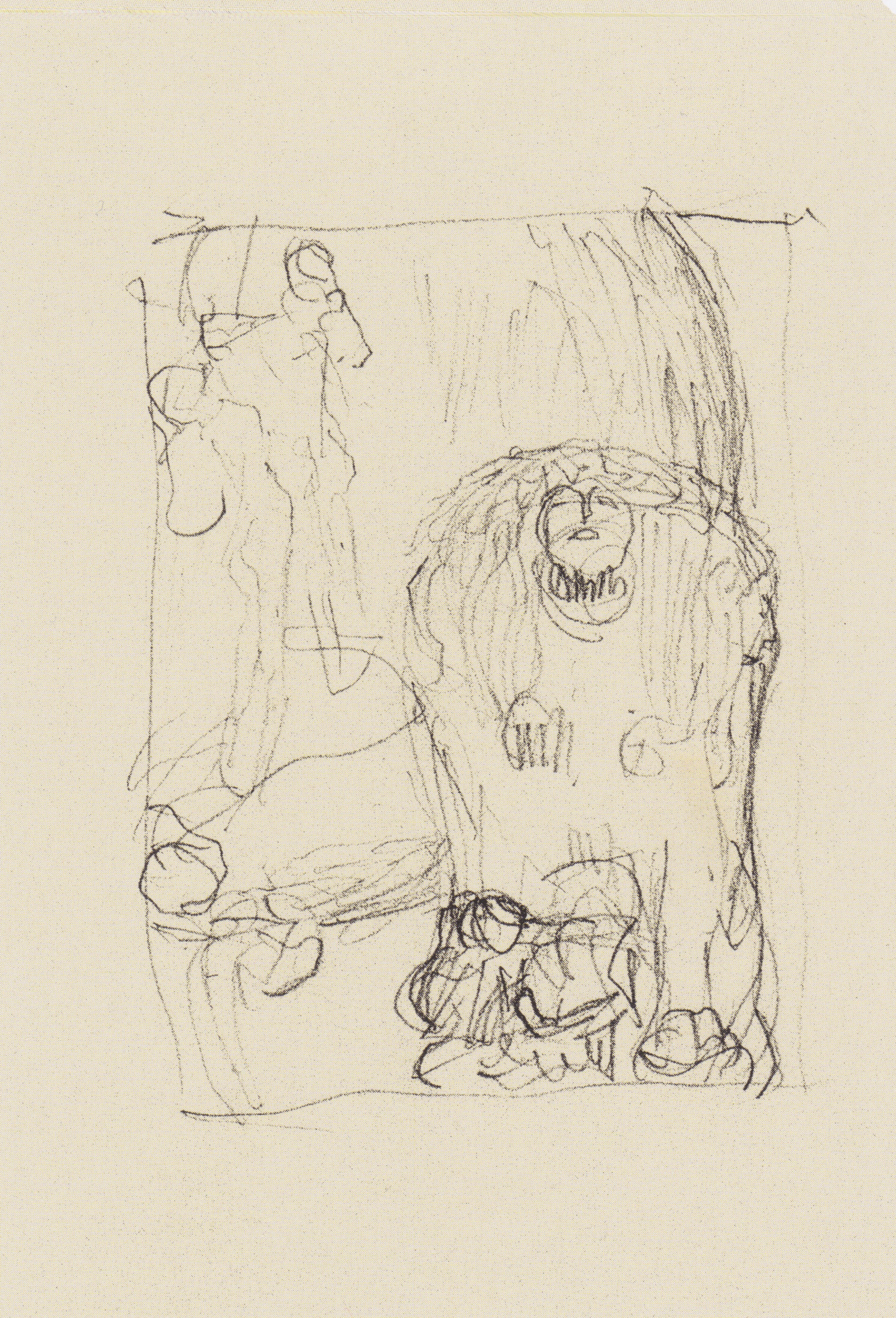
Skizze zur Philosophie: Die Sphinx, Liebespaar mit Kind, Figur am unteren Rand
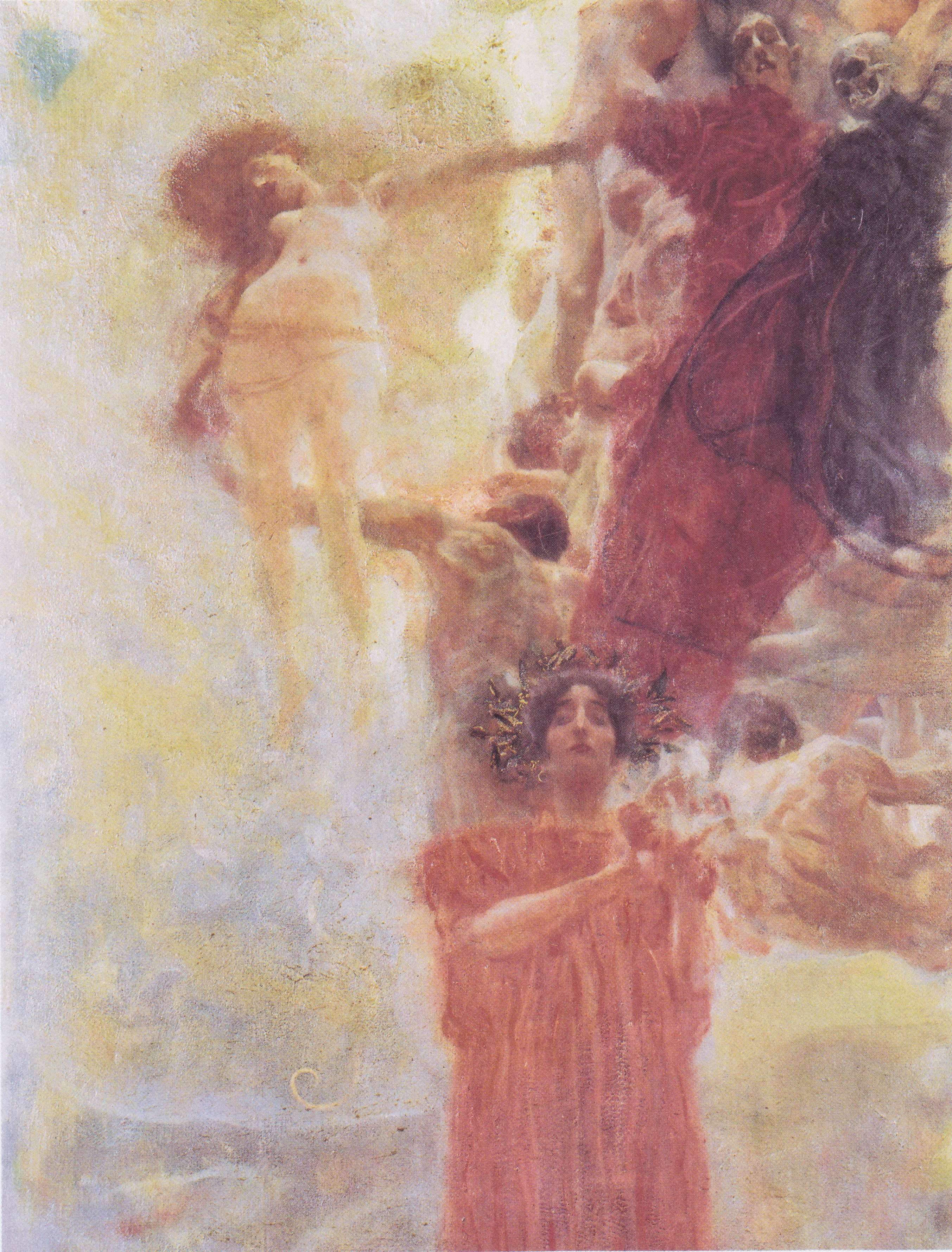
Gemalter Entwurf zur Medizin
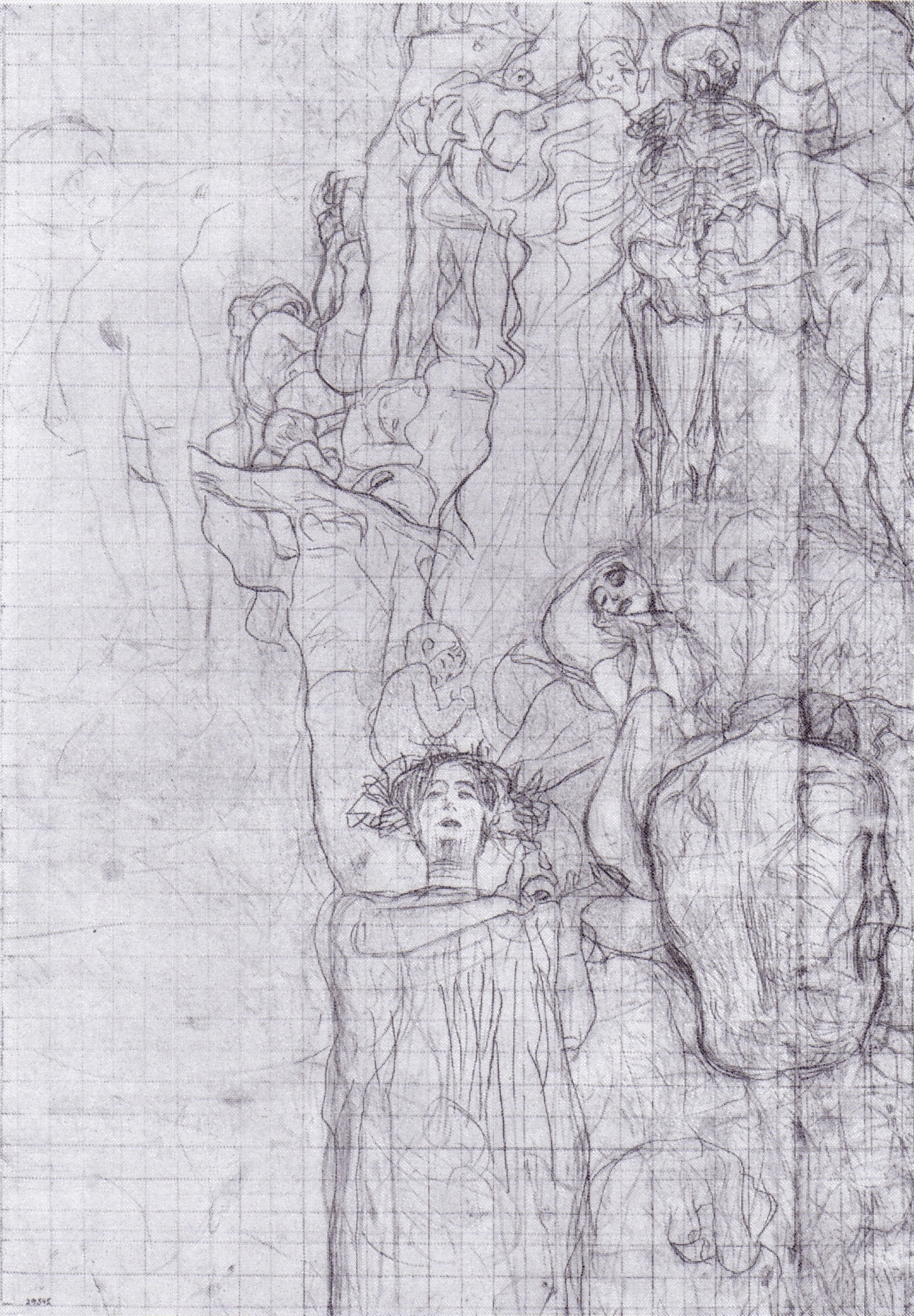
Übertragungsskizze der Medizin
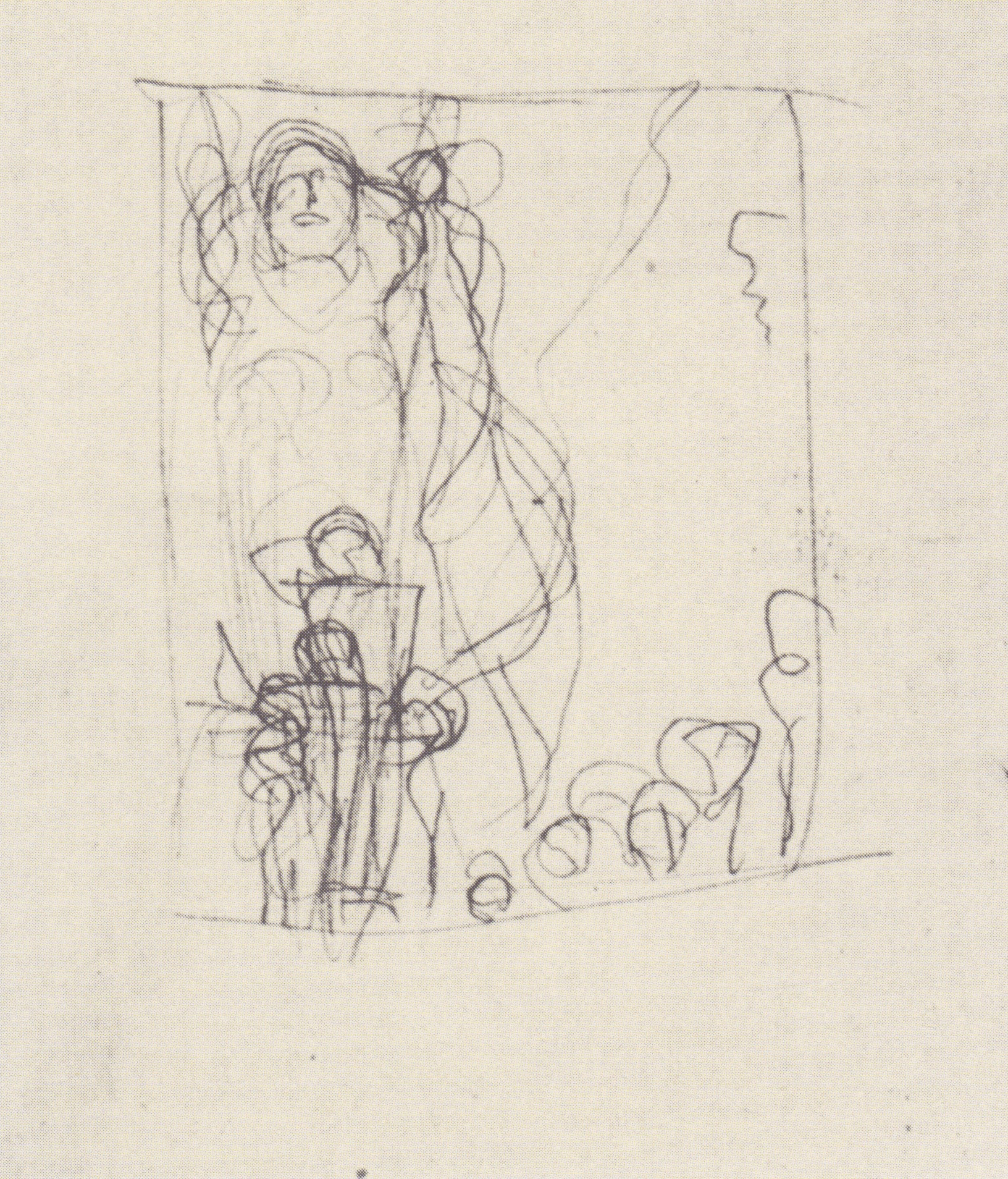
Skizze zur Jurisprudenz
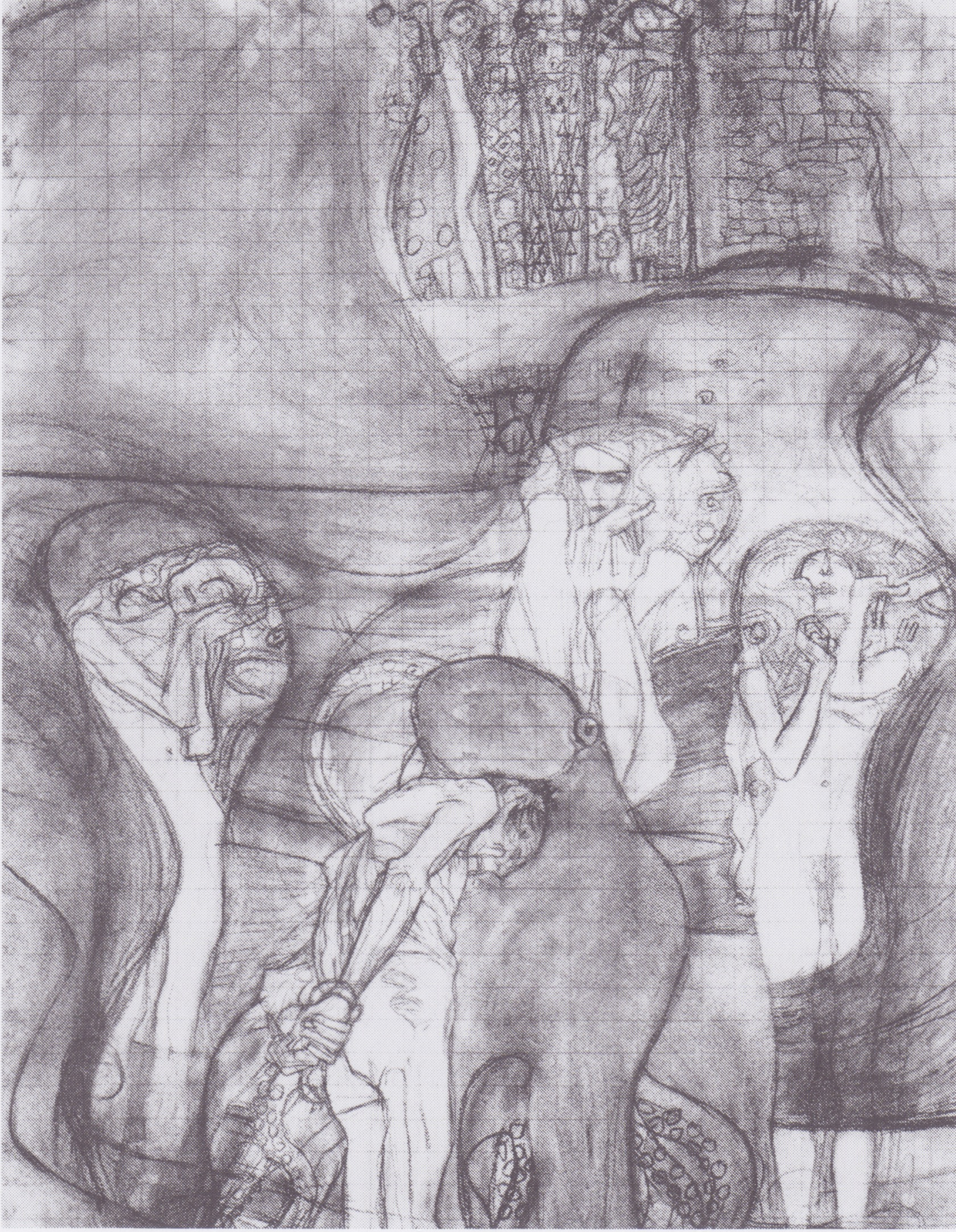
Entwurf zur Jurisprudenz
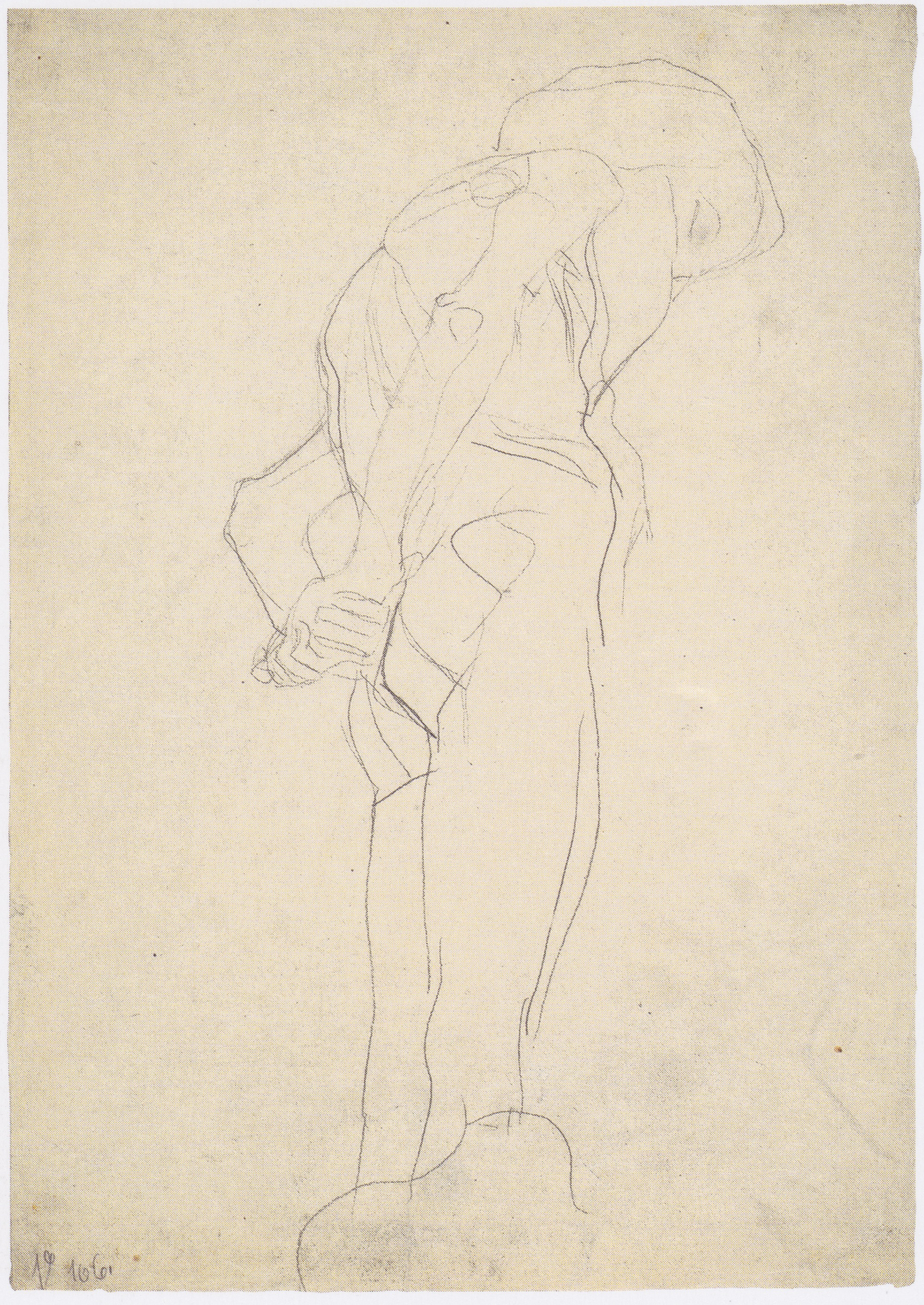
Skizze zum Sünder in Jurisprudenz: gebeugter nackter Greis nach rechts,
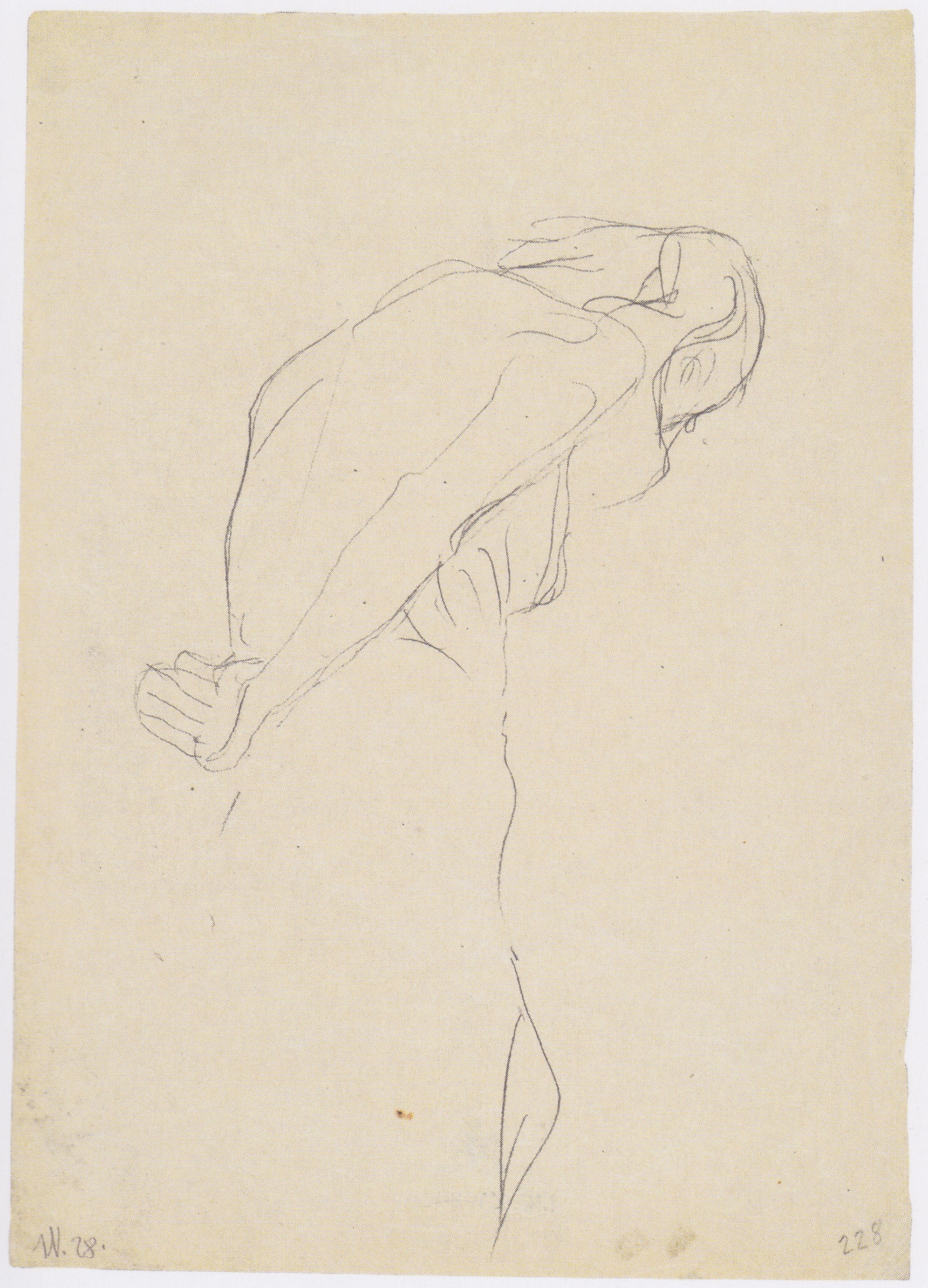
vermutlich Skizze zum Sünder in Jurisprudenz: Gebeugter nackter Greis nach rechts
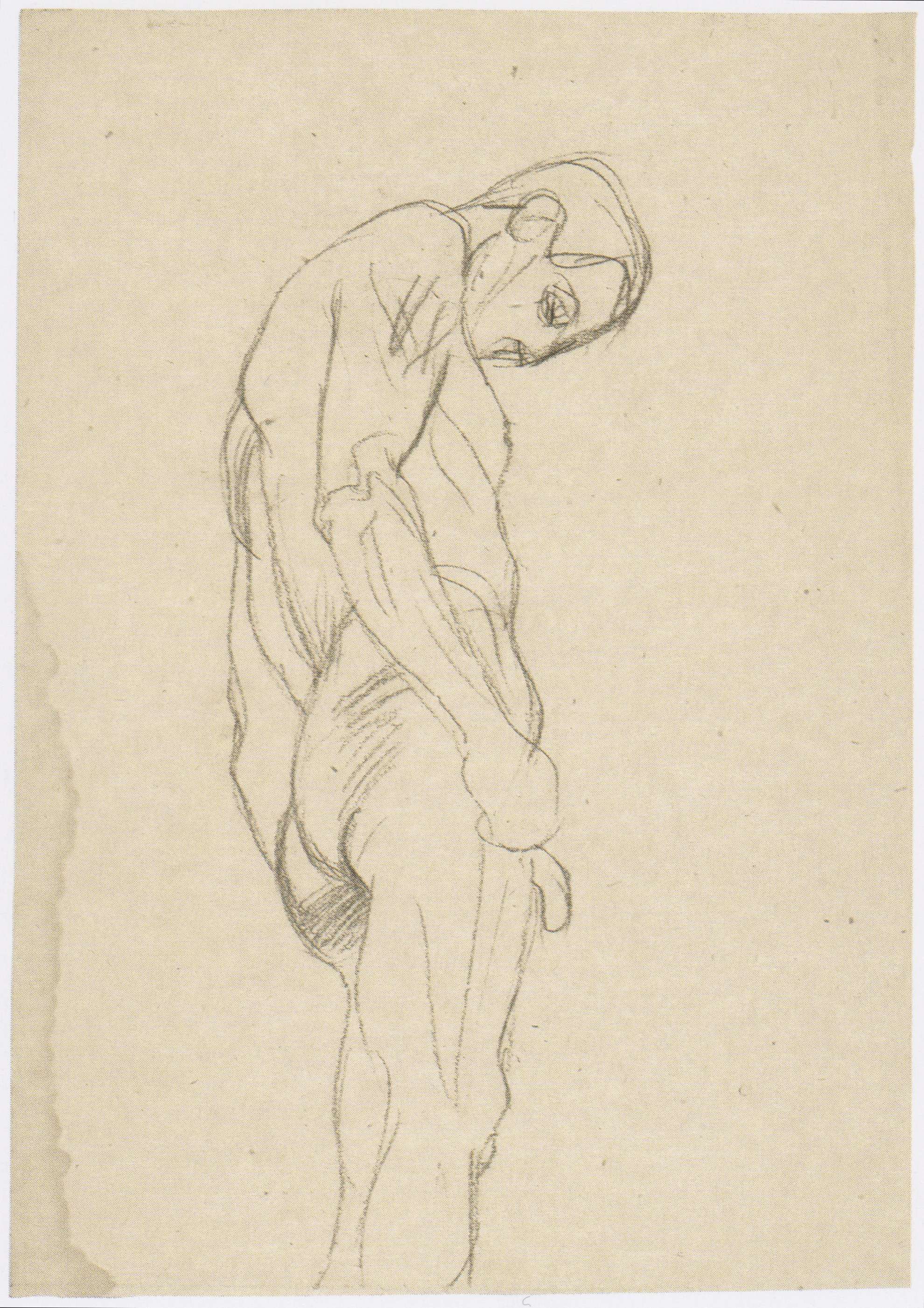
Vermutlich Skizze zum Sünder in Jurisprudenz: Stehender Mann nach rechts mit gesenktem Kopf
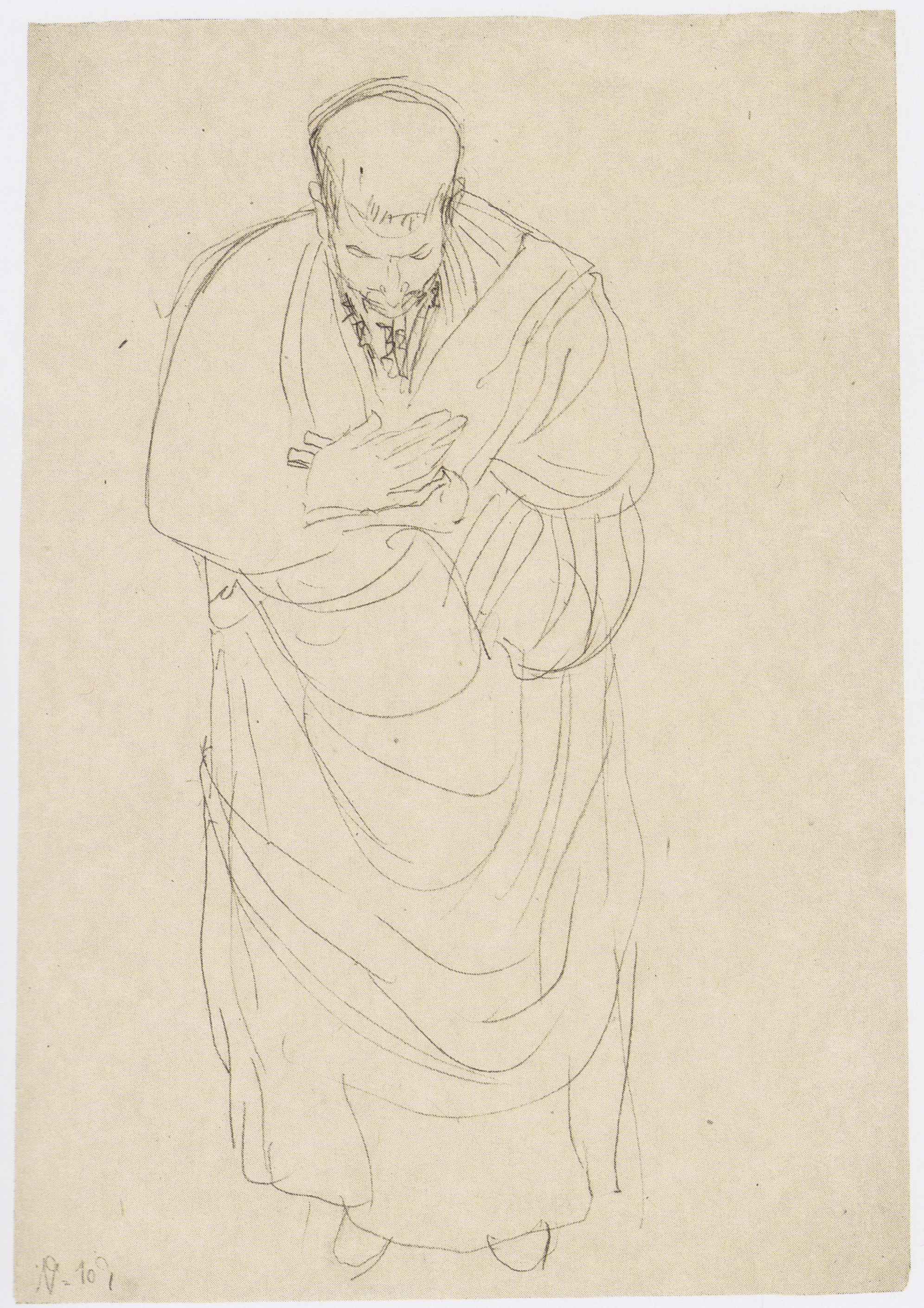
Skizze zu Jurisprudenz: Mann mit Toga sich verneigend
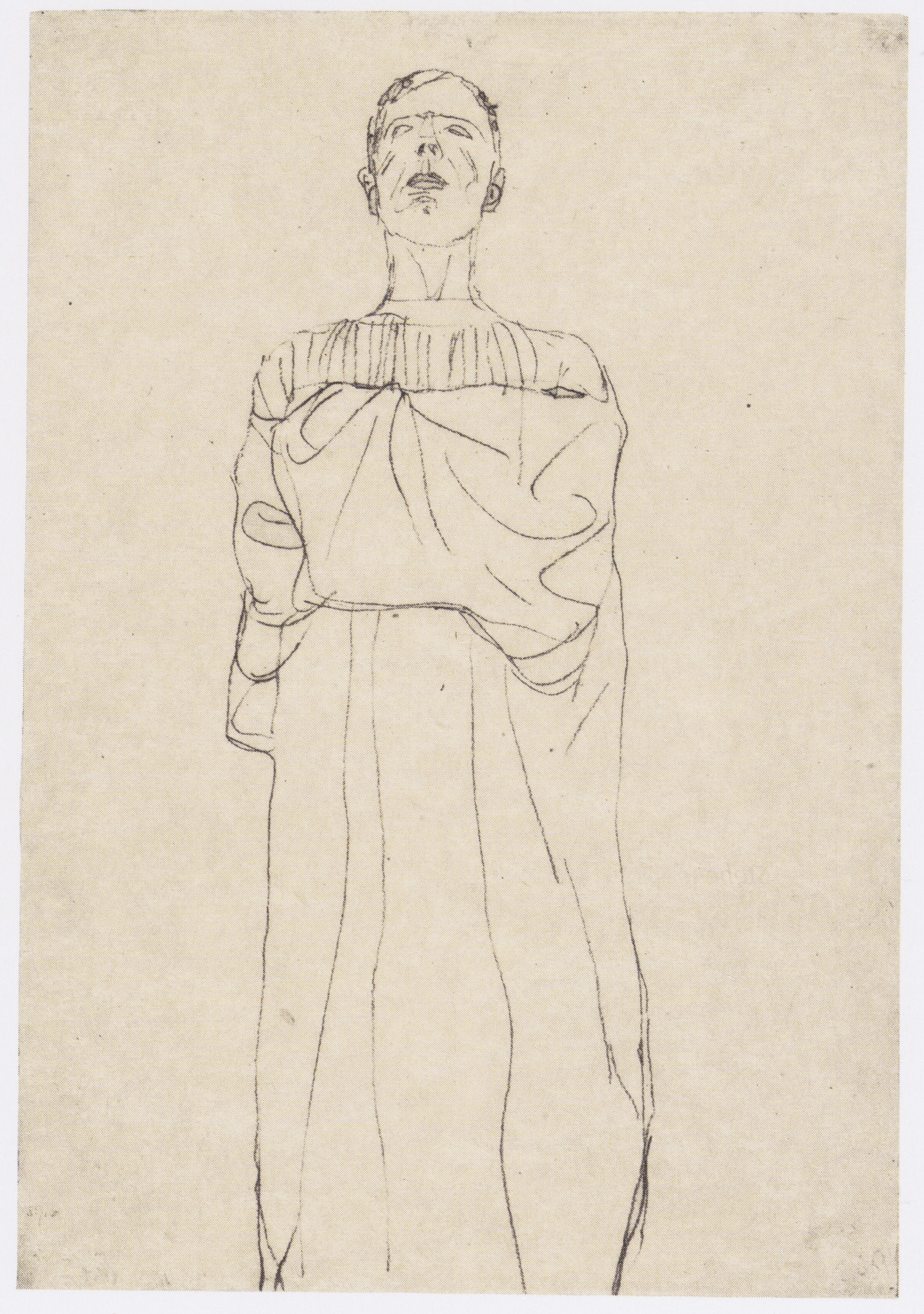
Skizze zu Jurisprudenz: Mann mit langem Gewand von vorne
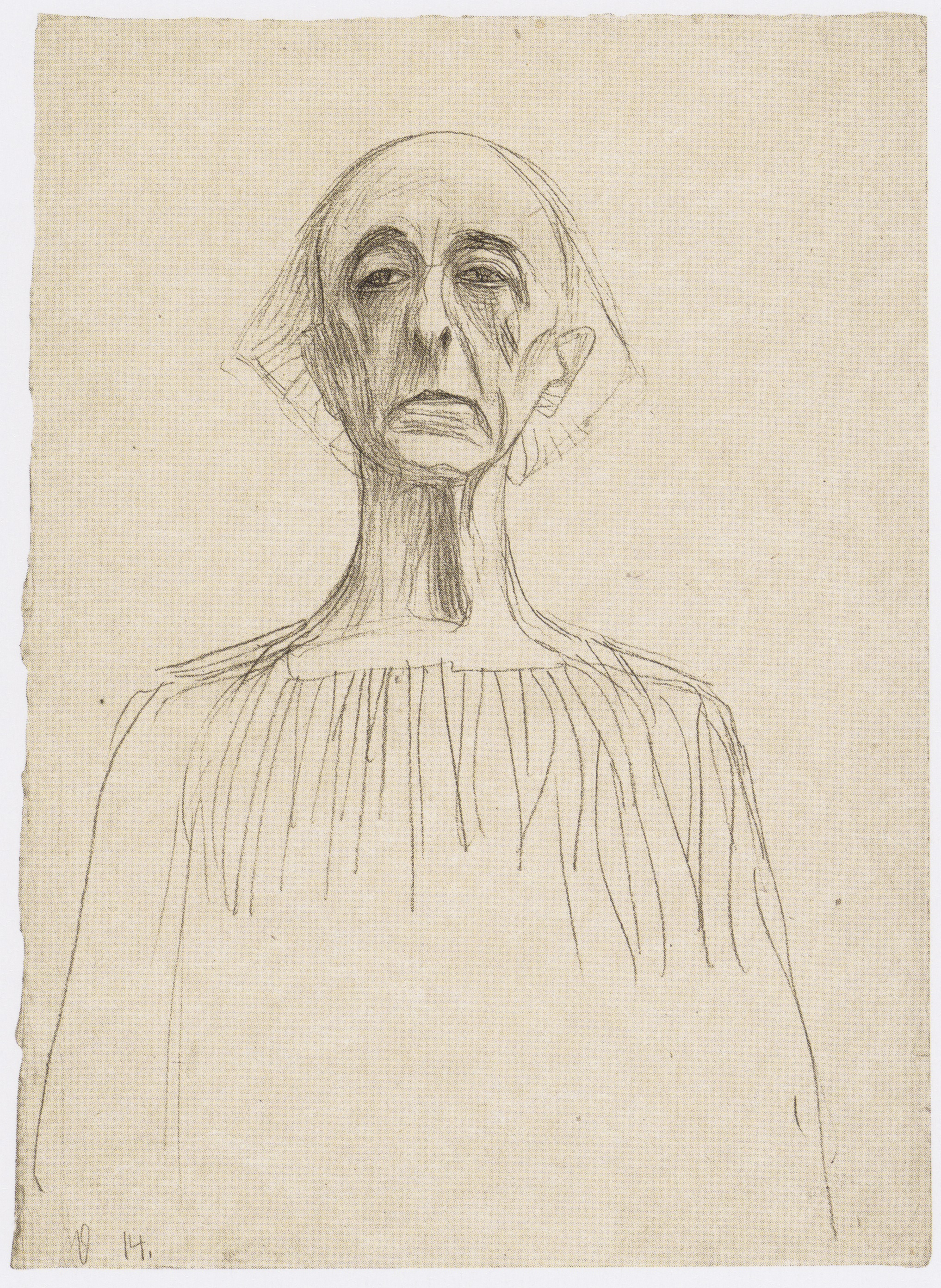
Skizze zu Jurisprudenz: Brustbild eines Mannes von vorne
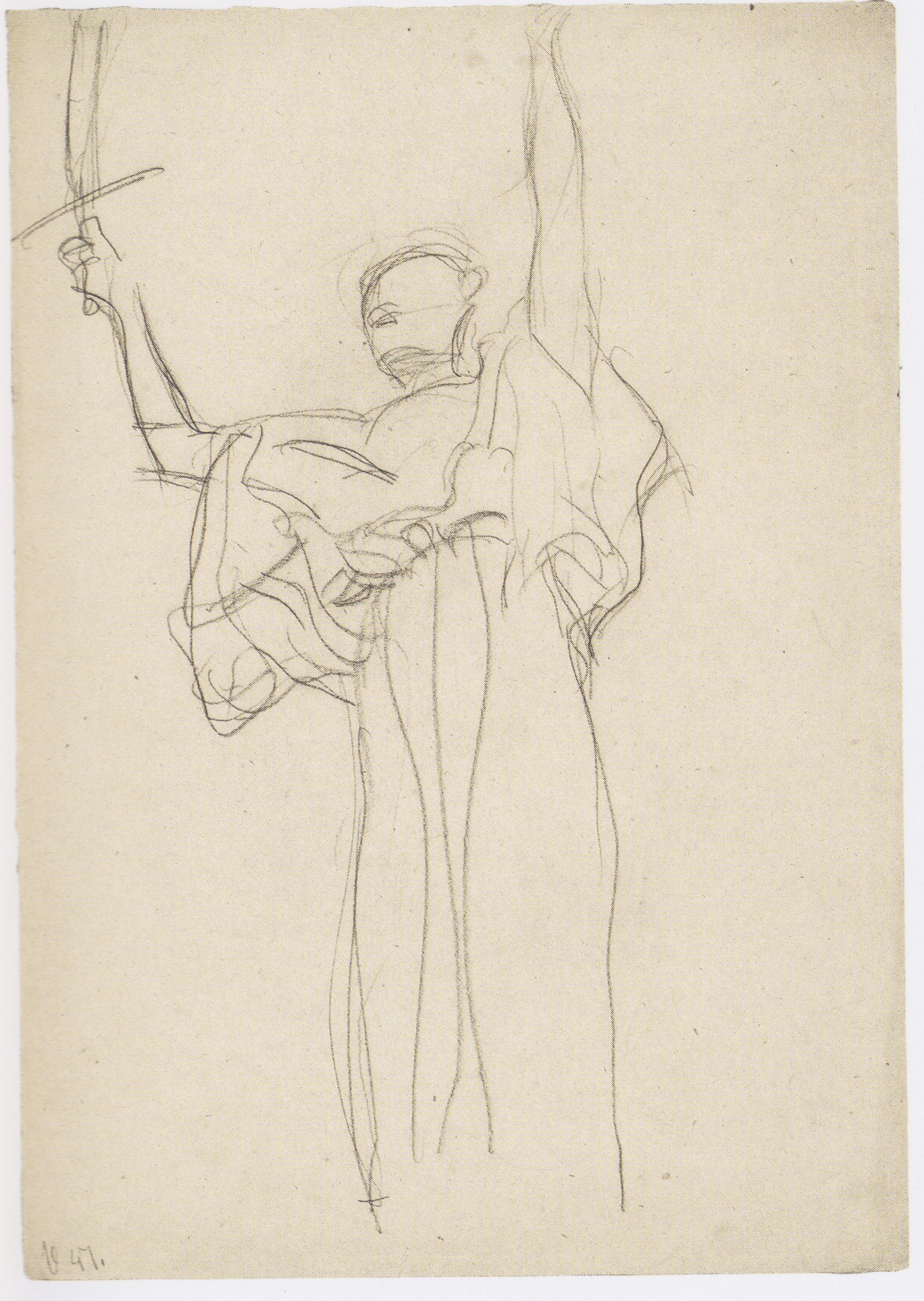
Skizze zu Jurisprudenz: Stehende mit Schwert in der erhobenen Rechten
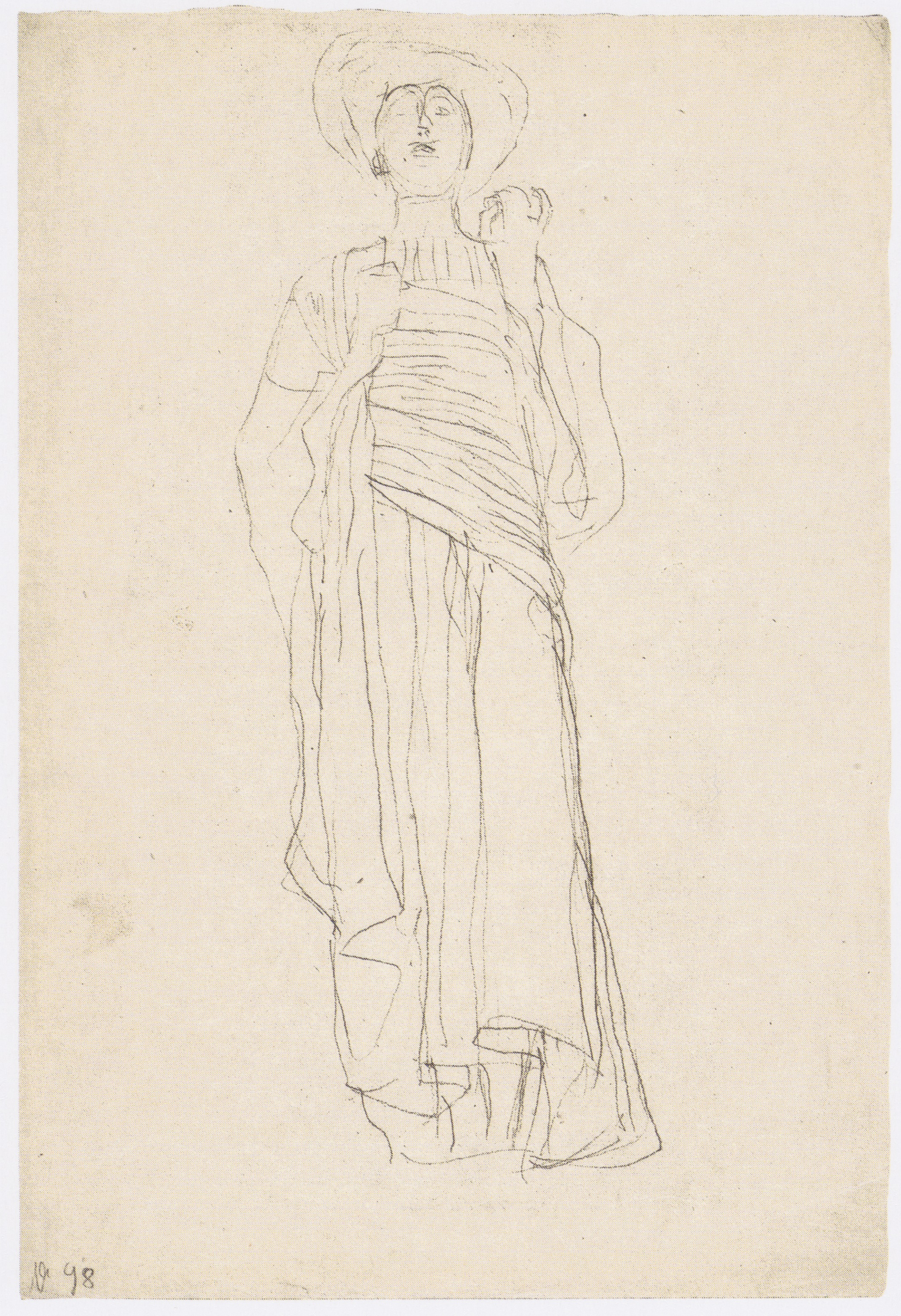
Studie für Justitia in Jurisprudenz: Weibliche Gestalt mit Toga
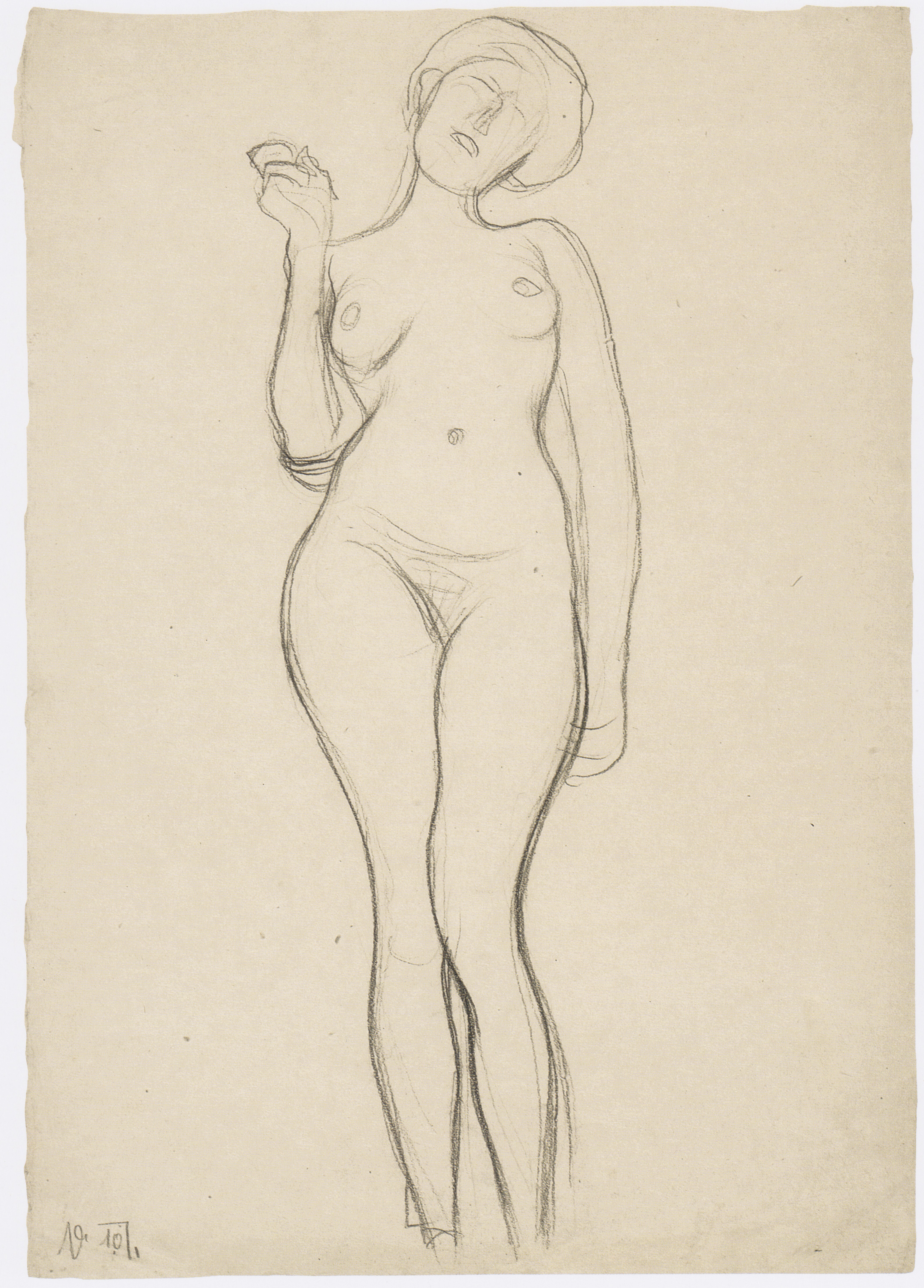
Skizze zu Jurisprudenz: Stehender Frauenakt von vorne mit erhobenem rechtem Arm